# Zygiobia carpini
Zygiobia carpini är en tvåvingeart som först beskrevs av Friedrich Hermann Loew 1874.  Zygiobia carpini ingår i släktet Zygiobia och familjen gallmyggor. Inga underarter finns listade i Catalogue of Life.